# Saint-Mammès
Saint-Mammès – miejscowość i gmina we Francji, w regionie Île-de-France, w departamencie Sekwana i Marna. Przez miejscowość przepływa Sekwana. 
Według danych na rok 1990 gminę zamieszkiwało 3007 osób, a gęstość zaludnienia wynosiła 1342 osób/km² (wśród 1287 gmin regionu Île-de-France Saint-Mammès plasuje się na 406. miejscu pod względem liczby ludności, natomiast pod względem powierzchni na miejscu 855.).